# 奥村用水

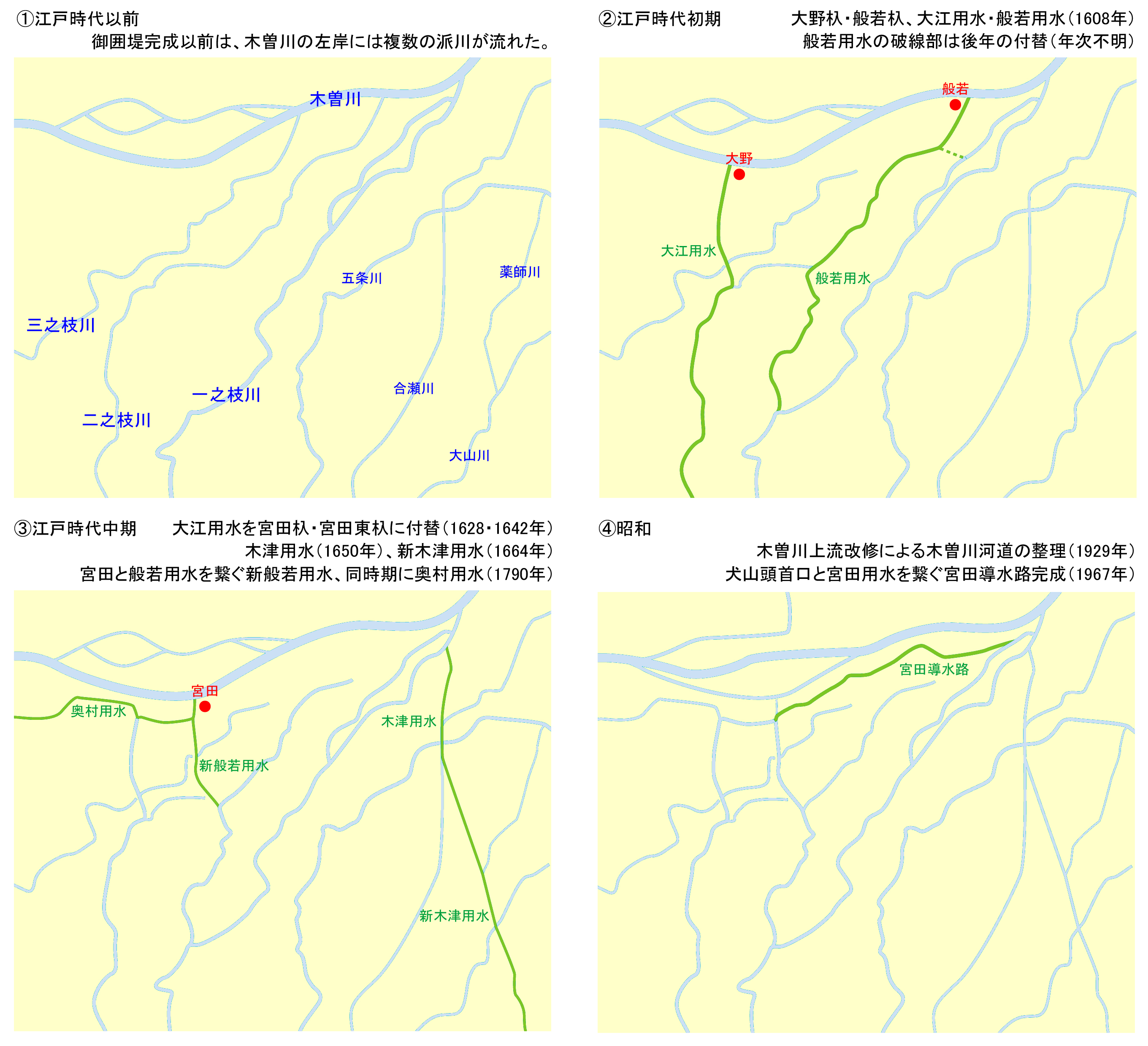
木曽川左岸用水路の変遷

奥村用水（おくむらようすい）は、宮田用水の一部を構成する農業用水路。

## 概要
愛知県一宮市笹野と一宮市浅井町尾関の境付近で大江用水から分水し、御囲堤に沿って西進する。一宮市光明寺の西端付近で南西寄りに流れを変え、一宮市奥町付近からは南に流れる。奥村用水としては一宮市蓮池付近が下流端となるが、分岐する用水路が牧川方面や森上方面（稲沢市祖父江町）に流れており、悪水を含めた排水は日光川水系へと流している。
奥村用水の誕生は江戸時代中期の1790年（寛政2年）である。江戸時代初期に御囲堤が建造されたことで旧派川を利用した大江用水・般若用水が整備されるが、当時の木曽川は頻繁に河道変更を繰り返しており一定した取水門を使い続けることは難しかった。大江用水は1628年（寛永5年）から葉栗郡宮田村（現在の江南市宮田町）付近で取水するようになり、般若用水も1790年（寛政2年）に宮田から取水する新般若用水で繋がれるが、新般若用水と同時期に大江用水から分岐する形で整備されたのが奥村用水である。